# Museo del Aire (Madrid)
A Museo del Aire, teljes nevén spanyolul Museo de Aeronáutica y Astronáutica egy repülőmúzeum Madridban, Alcorcón határánál a Cuatro Vientos Repülőtérnél, Spanyolországban. 1981-ben 6 kiállítótérrel s mintegy 150 légijármű bemutatásával nyílt meg.
A Cuatro Vientos-t – Spanyolország első katonai repülőterét – 1911-ben nyitották meg.

## Látnivalók
A múzeum területe több, mint 66 000 m² a belső kiállítótermekkel és 7 hangárral együtt. Főleg a spanyol légierő korábbi gépei vannak kiállítva. Ezen felül több száz repülőgépmodell, egyenruhák, berendezések, fegyverek és már civil és katonai repülőtárgyak.
A látnivalók közt a Vilanova Acedo, a Blériot XI 1911-ben épült spanyol verziója, a Spanyol Köztársasági Légierő pár gépe és egyebek.

## Látogatók
- A belépés és kamerahasználat ára: ingyenes
- Nyitvatartás: Keddtől szombatig: 10 és 14 óra között

## Megközelítése
- Busz: Az Alcorcón felé gyakran járó buszok valamelyikével a sofőr kérésével lehet itt leszállni.
- Metró: A Cuatro Vientos metróállomástól körülbelül 1 km távolságra érhető el.
- Autó: Az A-5 út 10,5. kilométerénél. A parkolás ingyenes.
- Séta az A zónából: Az Avenida de Aviacióntól a Carretera de Extremadura úton átlagos sebességgel bő 20 perc alatt elérhető.

## Galéria

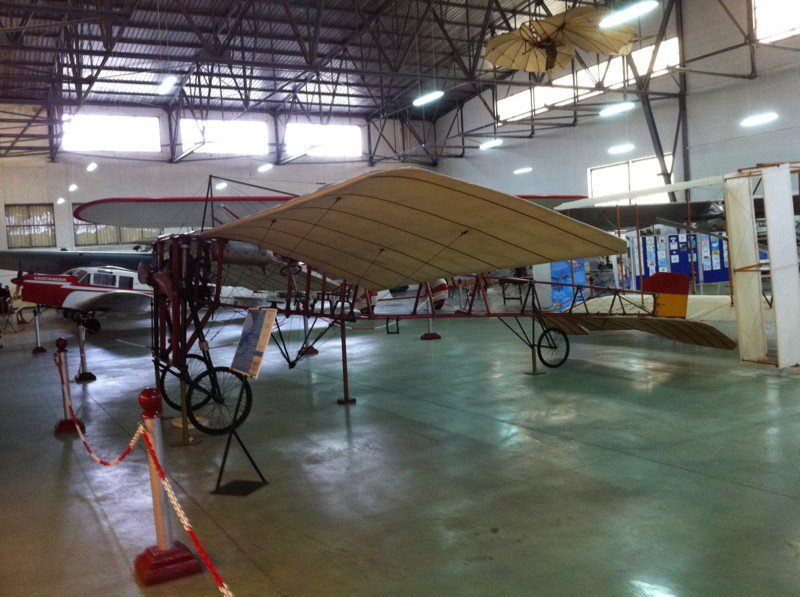
A Vilanova Acedo 1911-ben épült, Spanyolország legöregebb repülője
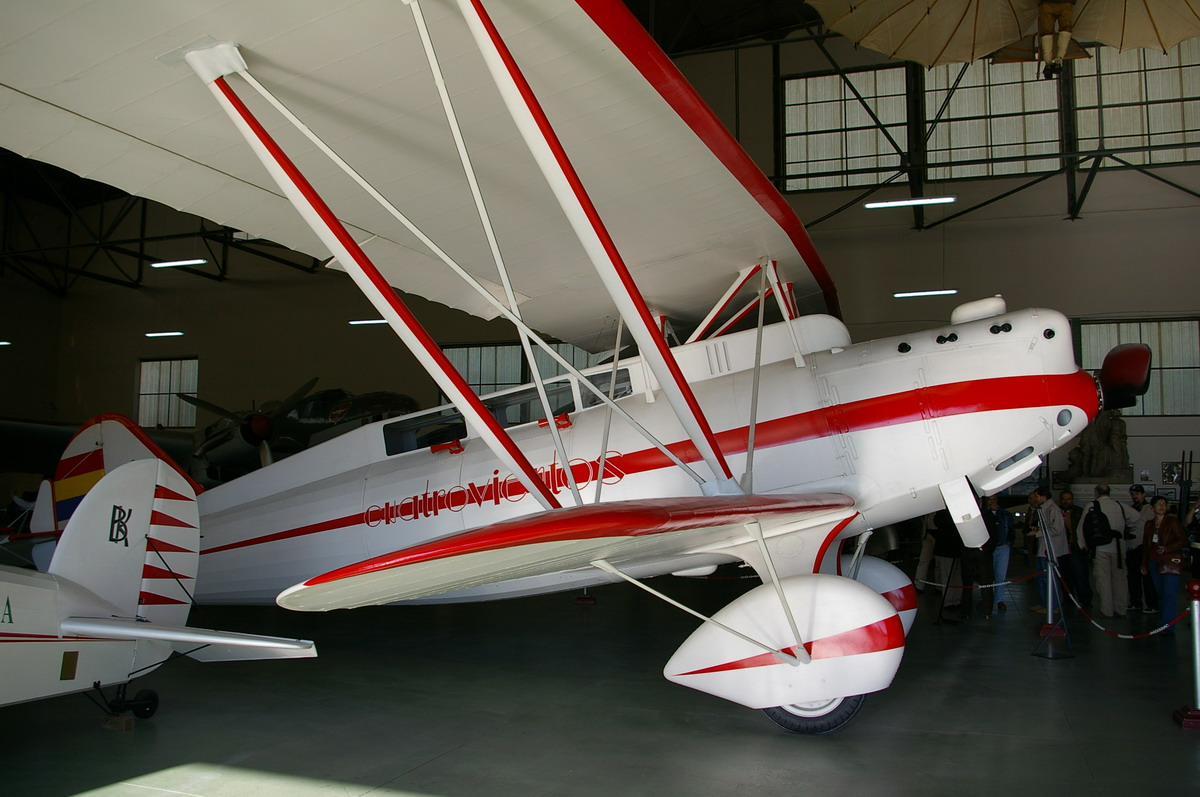
Cuatro Vientos; ilyen repült 1933-ban Spanyolországból Kubába
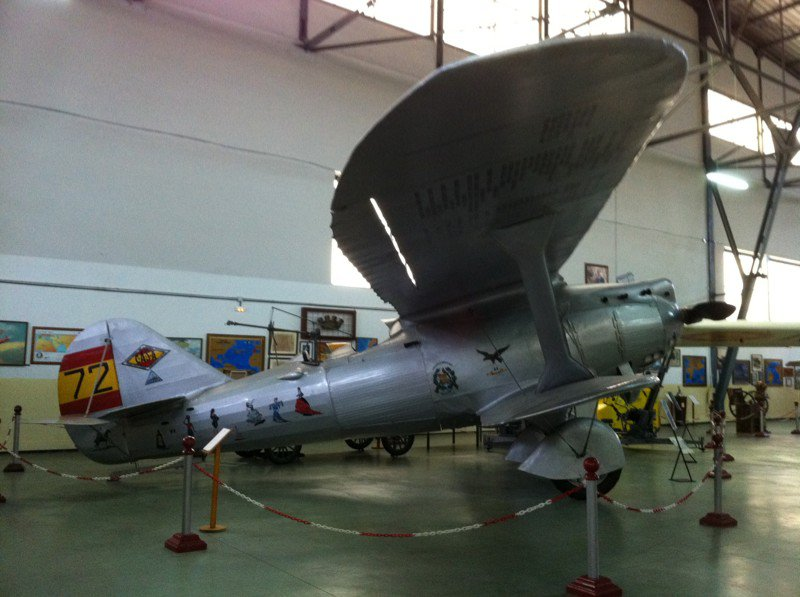
Jesús del Gran Poder, történelmi spanyol repülőgép
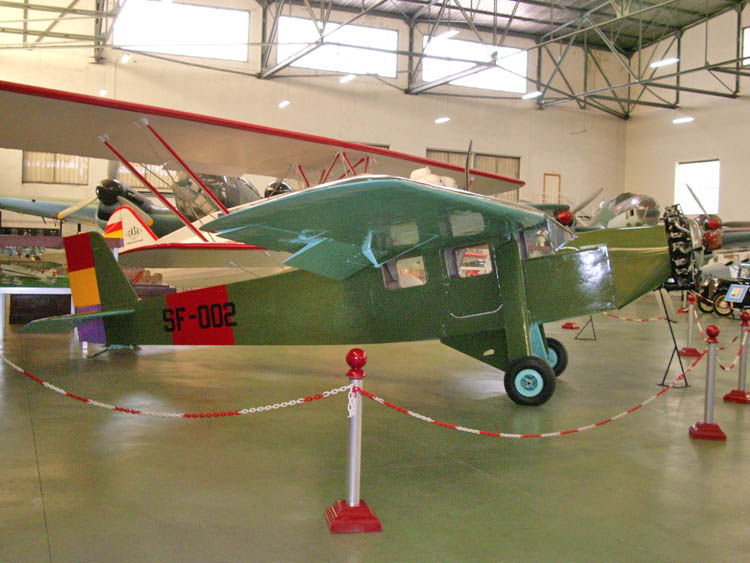
A Spanyol Köztársasági Légierő Farman F.402 gépe